# Епхиев, Татари Асланбекович

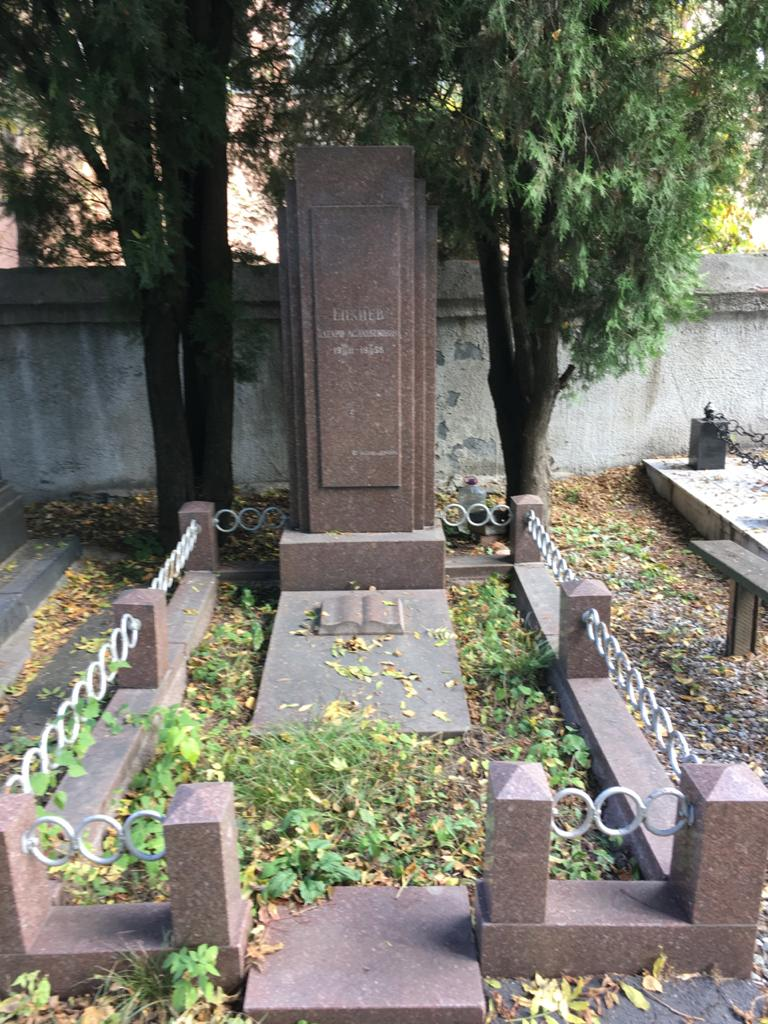
Могила Татари Епхиева в ограде Осетинской церкви. Памятник культурного наследия федерального значения.

Татари Асланбекович Е́пхиев (1911—1958) — советский драматург, поэт. Был председателем правления Союза писателей Северной Осетии, редактором журнала «Мах дуг», секретарём Президиума Верховного Совета республики, председателем республиканского Комитета защиты мира, старшим научным сотрудником СОНИИ, состоял в Северо-Осетинском обкоме КПСС.

## Биография
Татари Асланбекович родился в селении Ардон Терской области (ныне — Северная Осетия) 23 ноября 1911 года. В 1926 года он поступил в училище при заводе «Электроцинк» в городе Владикавказ. После училища закончил Новочеркасский горный техникум. Работал в шахтах Донбасса и Садона. В 1937 году закончил Московский институт философии, литературы и истории. После этого работал преподавателем диалектического и исторического материализма в педагогическом институте.
С 1937 по 1958 год проживал в доме № 34 на улице Джанаева. Похоронен в Некрополе у Осетинской церкви.

## Творческая карьера
Уже в школе Епхиев начинал писать пьесы и стихи. Некоторые его пьесы становились постановками на сцене кружком самодеятельности. А 29 июня 1926 года в «Пионерской газете» («Ногдзауты газет») было опубликовано его первое стихотворение «Лето» («Сӕрд»). Позже ещё несколько стихотворений появилось в областных газетах. В 1931 году вышел сборник стихов Епхиева «Бурлящая эпоха» («Фыцгӕ дуг»).
Одно из наиболее крупных стихотворных произведений поэта — повесть в стихах «Слесарь Михаил» — посвящена жизни рабочих в период Октябрьской революции, Гражданской войны и в годы строительства социализма.
В 1930-е годы Татари Асланбекович написал несколько крупных произведений: «Песнь о новой эпохе» («Кадӕг ӕвзонджы дугыл», 1932), поэмы «Два сердца» («Дыууӕ зӕрдӕйы», 1937), «Безымянный курган» («Ӕнӕном обау», 1938) и «Ленин» (1939), повесть «Волны» («Уылӕнтӕ», 1937).
В 1935 году был опубликован ещё один сборник стихов — «Сердце радуется» («Зӕрдӕ райы»).
В 1939 году Епхиев и Нигер написали драму «Коста» к 80-летию со дня рождения Коста Хетагурова. Премьера драмы состоялась в Северо-Осетинском драмтеатре 26 октября 1939 года.
Также среди известных произведений автора комедии:
- «Почеши меня, и я почешу тебя» («Аных ма, ӕмӕ дӕ аныхон»);
- «Моя сестра» («Мӕ хо»);
- «Невестка» («Чындз»).